# Liste der denkmalgeschützten Objekte in Sankt Margarethen im Burgenland
Die Liste der denkmalgeschützten Objekte in Sankt Margarethen im Burgenland enthält die 23 denkmalgeschützten, unbeweglichen Objekte der burgenländischen Marktgemeinde Sankt Margarethen im Burgenland.

## Denkmäler
| Foto |                 | Denkmal                                                                             | Standort                                                      | Beschreibung | Metadaten |
| ---- | --------------- | ----------------------------------------------------------------------------------- | ------------------------------------------------------------- | --- | --- |
| ja   | Datei hochladen | Haus Gruber HERIS-ID: 113447 Objekt-ID: 131787seit 2020                             | Am Alten Bahnhof 1 Standort KG: St. Margarethen               | Das Haus Gruber stammt von Roland Rainer aus dem Jahr 1965. | BDA-Hist.: Q105647162 Status: Bescheid Stand der BDA-Liste: 2025-06-30 Name: Haus Gruber GstNr.: 1110/2, 1110/6 |
| ja   | Datei hochladen | Sommerhaus Rainer HERIS-ID: 30107 Objekt-ID: 26838seit 2014                         | Am Alten Bahnhof 2 Standort KG: St. Margarethen               | Von Architekt Roland Rainer 1957 als eigenes Wochenendhaus errichtet. Bei diesem Bauwerk zeigte der Naturliebhaber Rainer auf beispielhafte Art und Weise wie es mit der örtlichen Vegetation eins zu werden scheint. | BDA-Hist.: Q37930403 Status: Bescheid Stand der BDA-Liste: 2025-06-30 Name: Sommerhaus Rainer GstNr.: 1110/1 |
| ja   | Datei hochladen | Bildhauerunterkünfte/Bildhauerhaus HERIS-ID: 30108 Objekt-ID: 26839seit 2016        | Am Alten Bahnhof 3 Standort KG: St. Margarethen               | Das Bildhauerhaus wurde von 1965 bis 1967 nach Plänen des Architekten Johann Georg Gsteu für das Bildhauersymposion St. Margarethen errichtet. Die niedrige Rechteckkonstruktion besteht aus teilweise vom Vorgängerbau erhaltenem Bruchsteinmauerwerk (Sandstein) sowie Beton. Im Inneren wurden Klinkerziegel für Fußböden und aus Zwischenwänden hervortretend als Ablagen für Küche und Sanitärräume verwendet. Das weit auskragende Flachdach schützt das Haus vor direkter Sonneneinstrahlung und bildet einen überdachten Umgang. | BDA-Hist.: Q37930417 Status: Bescheid Stand der BDA-Liste: 2025-06-30 Name: Bildhauerunterkünfte/Bildhauerhaus GstNr.: 1104/2 Bildhauerhaus Sankt Margarethen                                                                          |
| ja   | Datei hochladen | Figurenbildstock, Guter Hirte, sog. Lampelkreuz HERIS-ID: 30115 Objekt-ID: 26846    | gegenüber Am Alten Bahnhof 4 Standort KG: St. Margarethen     | Der Figurenbildstock Guter Hirte, sog. Lamplkreuz, in St. Margarethen im Burgenland wurde 1734 errichtet und wird dem Kreis der fürstlich Esterházyschen Hofbildhauer in Eisenstadt zugeschrieben. Auf einer hohen toskanischen Säule steht die Statue Guter Hirte mit einem geschulterten Lamm, auf der volutenverzierten Frontalkonsole befindet sich eine Figurengruppe Pietà. Eine einst am Sockel vorhandene Inschrift war bereits Mitte des 20. Jahrhunderts stark verwittert und ist heute nicht mehr vorhanden. Bis auf die Figurengruppe am Sockel gleicht der Bildstock (insbesondere die Statue des Guten Hirten) dem 1754 errichteten „Figurenbildstock Säule zum Guten Hirten“ in Au am Leithaberge. | BDA-Hist.: Q37930538 Status: § 2a Stand der BDA-Liste: 2025-06-30 Name: Figurenbildstock, Guter Hirte, sog. Lampelkreuz GstNr.: 967/1 Lamplkreuz in St. Margarethen im Burgenland                                                      |
| ja   | Datei hochladen | Figurenbildstock Pietà HERIS-ID: 30114 Objekt-ID: 26845                             | gegenüber Eisenstädter Straße 18 Standort KG: St. Margarethen | Ein quadratischer Pfeiler mit einer Pietà-Steinfigur. | BDA-Hist.: Q37930515 Status: § 2a Stand der BDA-Liste: 2025-06-30 Name: Figurenbildstock Pietà GstNr.: 5426 |
| ja   | Datei hochladen | Friedhofskapelle HERIS-ID: 30116 Objekt-ID: 26847                                   | bei Friedhofgasse 2 Standort KG: St. Margarethen              | Ein kleiner neogotischer Giebelbau mit vier Ecktürmchen aus dem Jahr 1856. | BDA-Hist.: Q37930557 Status: § 2a Stand der BDA-Liste: 2025-06-30 Name: Friedhofskapelle GstNr.: 71 |
| ja   | Datei hochladen | Ehemaliger Kirchhof, Mauerzug HERIS-ID: 30039 Objekt-ID: 26765                      | bei Hauptplatz 12 Standort KG: St. Margarethen                | | BDA-Hist.: Q37929835 Status: § 2a Stand der BDA-Liste: 2025-06-30 Name: Ehemaliger Kirchhof, Mauerzug GstNr.: 214 |
| ja   | Datei hochladen | Ehem. Rathaus/Gemeindeamt und Hauskapelle HERIS-ID: 30071 Objekt-ID: 26798          | Hauptstraße 20 Standort KG: St. Margarethen                   | Ein eingeschoßiger Bau mit einer Kernsubstanz aus der Barockzeit. | BDA-Hist.: Q37930213 Status: § 2a Stand der BDA-Liste: 2025-06-30 Name: Ehem. Rathaus/Gemeindeamt und Hauskapelle GstNr.: 407 |
| ja   | Datei hochladen | Pranger HERIS-ID: 30112 Objekt-ID: 26843                                            | bei Hauptstraße 42 Standort KG: St. Margarethen               | Ein quadratischer Pfeiler mit einem Pyramidenhelm aus dem 17. Jahrhundert. | BDA-Hist.: Q37930499 Status: § 2a Stand der BDA-Liste: 2025-06-30 Name: Pranger GstNr.: 418/2 |
| ja   | Datei hochladen | Kreuzkapelle mit Bildstock HERIS-ID: 30118 Objekt-ID: 26849                         | gegenüber Hauptstraße 138 Standort KG: St. Margarethen        | Ein kleiner Giebelbau, datiert 1751, und südseitig ein Tabernakelpfeiler, datiert mit 1694. | BDA-Hist.: Q37930588 Status: § 2a Stand der BDA-Liste: 2025-06-30 Name: Kreuzkapelle mit Bildstock GstNr.: 3139 |
| ja   | Datei hochladen | Ansitz, Herrschaftshaus, Edelhof HERIS-ID: 30072 Objekt-ID: 26799                   | Hauptstraße 161 Standort KG: St. Margarethen                  | Ein zweigeschoßiger Bau mit einem Konsolerker aus dem 17./18. Jahrhundert, dessen Bausubstanz mittelalterlich ist. | BDA-Hist.: Q37930226 Status: Bescheid Stand der BDA-Liste: 2025-06-30 Name: Ansitz, Herrschaftshaus, Edelhof GstNr.: 440 |
| ja   | Datei hochladen | Bürgerhaus HERIS-ID: 30073 Objekt-ID: 26800seit 2012                                | Hauptstraße 173 Standort KG: St. Margarethen                  | Ein zweigeschoßiger Bau mit einem dreiachsigen Laubengang. An der traufseitigen modernisierten Fassade ein Doppelfenster mit einem Madonnenrelief. Im 17. Jahrhundert lebte dort Meister Martin Kugler. | BDA-Hist.: Q37930240 Status: Bescheid Stand der BDA-Liste: 2025-06-30 Name: Bürgerhaus GstNr.: 433 |
| ja   | Datei hochladen | Forstamtsgebäude HERIS-ID: 30066 Objekt-ID: 26793                                   | Jägerhaus 1 Standort KG: St. Margarethen                      | Ein zweigeschoßiger barocker Bau mit abgewalmten Satteldach. | BDA-Hist.: Q37930171 Status: Bescheid Stand der BDA-Liste: 2025-06-30 Name: Forstamtsgebäude GstNr.: 4986 Forstamtsgebäude (St. Margarethen im Burgenland)                                                                             |
| ja   | Datei hochladen | Dreifaltigkeitssäule HERIS-ID: 30111 Objekt-ID: 26842                               | gegenüber Kirchengasse 1 Standort KG: St. Margarethen         | Die Dreifaltigkeitssäule wurde von Dorfbewohnern im Jahr 1919 errichtet. | BDA-Hist.: Q37930484 Status: § 2a Stand der BDA-Liste: 2025-06-30 Name: Dreifaltigkeitssäule GstNr.: 276/1 |
| ja   | Datei hochladen | Kath. Pfarrkirche, hl. Johannes d. Täufer HERIS-ID: 30046 Objekt-ID: 26772          | Kirchengasse 22 Standort KG: St. Margarethen                  | Eine gotische Kirche, die urkundlich 1436 erwähnt wurde, 1683 und 1745 schwere Brandschäden erfuhr und 1959/60 nach Plänen von Robert Kramreiter erweitert wurde. | BDA-Hist.: Q27308127 Status: § 2a Stand der BDA-Liste: 2025-06-30 Name: Kath. Pfarrkirche, hl. Johannes d. Täufer GstNr.: 215, 216 Pfarrkirche hl. Johannes der Täufer, Sankt Margarethen im Burgenland                                |
| ja   | Datei hochladen | Karner HERIS-ID: 30063 Objekt-ID: 26790                                             | Kirchengasse 22 Standort KG: St. Margarethen                  | Ein sechseckiger Bau mit einem steinernen Pyramidenhelm aus dem Anfang des 14. Jahrhunderts. | BDA-Hist.: Q37930155 Status: § 2a Stand der BDA-Liste: 2025-06-30 Name: Karner GstNr.: 215 Pfarrkirche hl. Johannes der Täufer, Sankt Margarethen im Burgenland                                                                        |
| ja   | Datei hochladen | Alte Schule HERIS-ID: 30067 Objekt-ID: 26794                                        | Kirchengasse 22 Standort KG: St. Margarethen                  | Ein langgezogener mehrstufiger Bau. | BDA-Hist.: Q37930184 Status: § 2a Stand der BDA-Liste: 2025-06-30 Name: Alte Schule GstNr.: 214 |
| ja   | Datei hochladen | Villa rustica am Nodbach HERIS-ID: 206623seit 2021                                  | bei Kohlgraben 49 Standort KG: St. Margarethen                | Archäologische Stätte aus römischer Zeit Anmerkung: Großflächiges Areal, Koordinaten an einer Grundstücksgrenze | BDA-Hist.: Q107559799 Status: Bescheid Stand der BDA-Liste: 2025-06-30 Name: Villa rustica am Nodbach GstNr.: 5260/2, 5241/2, 5245, 5242, 5243, 5244, 5261, 5247                                                                       |
| ja   | Datei hochladen | Figurenbildstock, Ecce Homo HERIS-ID: 30121 Objekt-ID: 26852                        | Margarethener Straße Standort KG: St. Margarethen             | Ein Pfeiler mit Reliefs, die die Leidenswerkzeuge darstellen und der in der Kartusche des Volutenkapitells mit 1669 datiert ist. Darauf eine neuzeitliche Halbfigur des Schmerzensmanns mit Sockel, die 1960 datiert ist. | BDA-Hist.: Q37930622 Status: § 2a Stand der BDA-Liste: 2025-06-30 Name: Figurenbildstock, Ecce Homo GstNr.: 2632/1 Bildsäule Ecce Homo, Sankt Margarethen im Burgenland                                                                |
| ja   | Datei hochladen | Römersteinbruch, „Japanische Linie“ HERIS-ID: 112066 Objekt-ID: 130117seit 2016     | bei Römersteinbruch 1 Standort KG: St. Margarethen            | Am Römersteinbruch, der Schauplatz mehrerer Bildhauersymposien wurde, gibt es ein Land-Art-Projekt, die Japanische Linie, die 1970 von fünf japanischen Künstlern geschaffen wurde. Die herausgemeißelte Rille folgt einer mehrfach unterbrochenen natürlichen Kalksteinsandmauer, wird damit selbst mehrfach unterbrochen, und zieht sich in gerader Linie bis zur Koglkapelle. Anmerkung: Langgezogenes Ob jekt, Koordinaten in der Nähe der Koglkapelle | BDA-Hist.: Q113805759 Status: Bescheid Stand der BDA-Liste: 2025-06-30 Name: Römersteinbruch, „Japanische Linie“ GstNr.: 1114/1 Japanische Linie                                                                                       |
| ja   | Datei hochladen | Skulpturenlandschaft in St. Margarethen HERIS-ID: 112067 Objekt-ID: 130118seit 2016 | bei Römersteinbruch 1 Standort KG: St. Margarethen            | Die Bildhauersymposien gehen auf die Initiative von Karl Prantl zurück, das erste fand im Jahr 1959 statt. Die etwa 50 Arbeiten der hier zusammengekommenen Künstler stehen am Gelände in freier Natur. | BDA-Hist.: Q860875 Status: Bescheid Stand der BDA-Liste: 2025-06-30 Name: Skulpturenlandschaft in St. Margarethen GstNr.: 1104/1, 1104/2, 1104/3, 1106, 1108/1, 1109, 1111/1, 1111/2, 1114/1, 1167 Sculpture landscape St. Margarethen |
| ja   | Datei hochladen | Florianikapelle mit Bildstock HERIS-ID: 30117 Objekt-ID: 26848                      | Standort KG: St. Margarethen                                  | Ein kleiner Giebelbau mit Steinplattendach aus der Mitte des 17. Jahrhunderts und einem angebauten Bildstock aus dem Jahr 1662. Die zwei Steinfiguren auf dem Bildstock stelle die Heiligen Sebastian und Florian dar. | BDA-Hist.: Q37930571 Status: § 2a Stand der BDA-Liste: 2025-06-30 Name: Florianikapelle mit Bildstock GstNr.: 3652/1 |
| ja   | Datei hochladen | Kogl-/ Pest-/ Rosalienkapelle HERIS-ID: 30119 Objekt-ID: 26850                      | Standort KG: St. Margarethen                                  | Ein weithin sichtbarer einfacher Giebelbau auf dem Ruster Höhenzug aus dem Jahr 1713. Ehemals hatte sie die Funktion einer Pestkapelle und ist aktuell als Heimkehrergedächtnisstätte eingerichtet. | BDA-Hist.: Q37930604 Status: § 2a Stand der BDA-Liste: 2025-06-30 Name: Kogl-/ Pest-/ Rosalienkapelle GstNr.: 1154 Koglkapelle, Sankt Margarethen im Burgenland                                                                        |